# RPG-18
Le RPG-18 Mukha (russe : Муха, signifiant mouche) est un lance-roquettes antichar léger de courte portée soviétique.

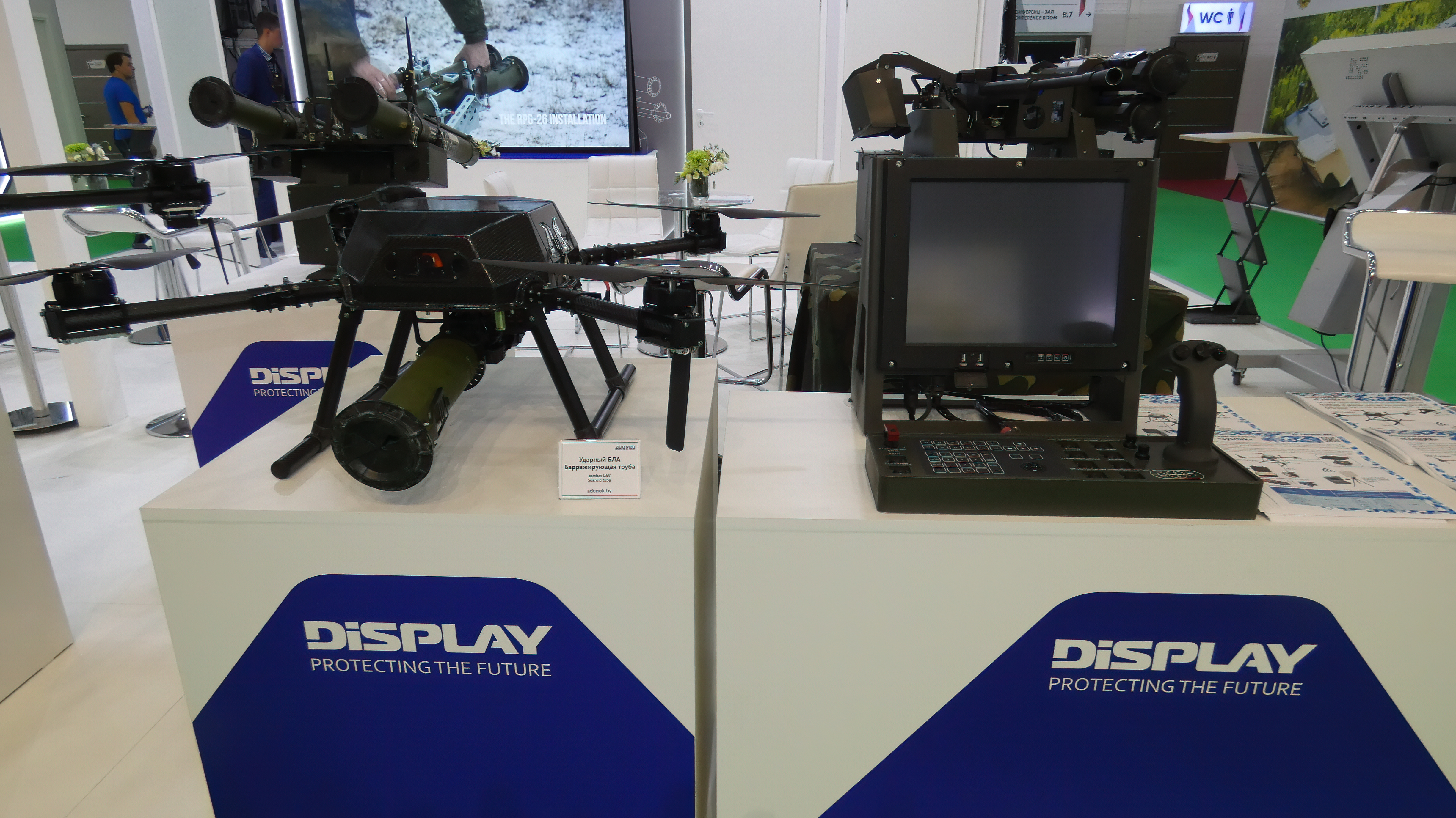
Complexe "tuyau de barrage" à l'exposition "Armée-2021"